# Gede (berg)
De Gede (ook Gédé of Gedé) of Gedeh (Indonesisch: Gunung Gede, oude schrijfwijze: Goenong-Gede) is een stratovulkaan in de Indonesische regio West-Java (in de koloniale periode op de grens van Buitenzorg en de regentschappen van de Preanger). De vulkaan telt twee pieken; de Gede en de oudere Pangrango (vroeger Pangerango genoemd; de noordoostelijke rand van een caldera van 3 bij 5 kilometer). De Pangrango vormt het hoogste punt op 3.019 meter (de kegel Mandalawang). In het complex bevinden zich zeven kraters; de Baru, Gumuruh (2.927 meter hoog), Lanang (2.800 meter), Kawah Leutik, Ratu (2.800 meter), Sela (2.709 meter) en de Wadon (2.600 meter).

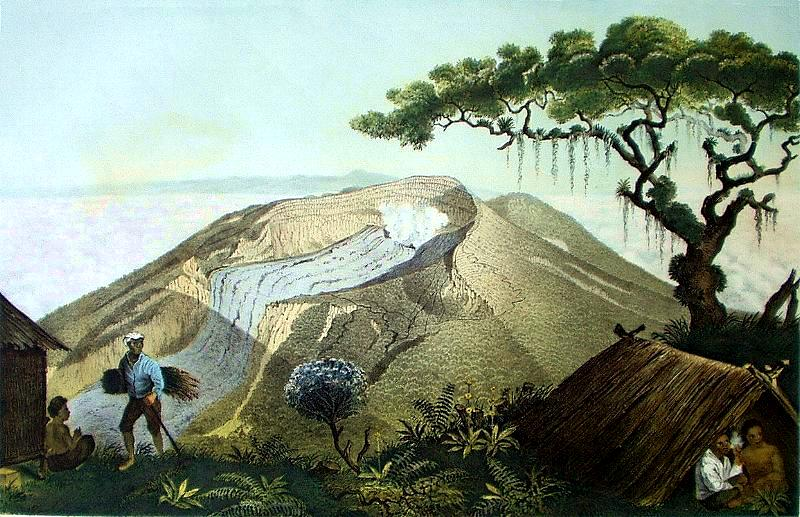
De Gede op een tekening uit 1856 van Franz Junghuhn

De eerste uitbarstingen van de vulkaan werden geregistreerd in de 16e eeuw en de meest recente in 1957. Ze zijn over het algemeen kort van duur en overstijgen de VEI=3 niet. Door de uitbarstingen is de krater aan de top van de Gede over de loop der tijd ongeveer een kilometer naar het noordnoordwesten verschoven.
Ten oosten, zuiden en noordwesten liggen respectievelijk de steden Cianjur, Sukabumi en Bogor. Onder Cianjur ligt een deel van het puin van een vroegere aardverschuiving. Begin 20e eeuw lagen er landbouwgebieden tot een hoogte van 1200 meter en lagen erboven grote bosgebieden. Rondom de vulkaan is in 1980 het nationaal park Gunung Gede Pangrango ingesteld.